# Victor N. Cohen
Victor Niazi Cohen (geboren 1910 in Konstantinopel, heute Istanbul; gestorben am 13. April 1975) war ein Schweizer Werbepionier, aktiver Sozialdemokrat, Gründer des Ateliers Victor N. Cohen und der Werbeagentur Advico, Mitbegründer der Stiftung für die Photographie und Freund von Bertolt Brecht. Er realisierte schweizweit wegweisende politische und kommerzielle Werbekampagnen und gilt als Pionier auf diesem Gebiet.

## Leben und Werdegang
Victor N. Cohen war der Sohn von sephardischen Juden, die aus der Türkei in die Schweiz eingewandert waren. Seine berufliche Laufbahn begann er bei Orell Füssli in Zürich. Während zwölf Jahren arbeitete der ausgebildete Grafiker und Gewerkschaftsfunktionär als Chef der Abteilung Werbung beim Medienhaus Ringier in Zofingen.

### Karriere als Werbefachmann

#### Politische und soziale Werbekampagnen
1946 eröffnete der Werbefachmann sein eigenes Atelier Victor N. Cohen in Zürich. Zu seinen Kunden zählten Organisationen der schweizerischen Arbeiterbewegung, Sozialwerke wie das Schweizerische Arbeiterhilfswerk (SAH) und die Gewerkschaftsbewegung. Ende der 1940er Jahre realisierte er mehrere politische Werbekampagnen für Abstimmungen und Sammelaktionen für die Flüchtlingshilfe und die Europahilfe. Die bekanntesten und umfangreichsten nationalen Kampagnen waren
- 1947: «Pro AHV»
- 1948: Flüchtlingshilfe
- 1949: Aktion des guten Willens
- 1950: Aktion gegen die Bundesfinanzreform[5]

#### Standort Gockhausen
1958 verlegte er sein Atelier Victor N. Cohen nach Gockhausen. 1962 wurde das Werbebüro in eine Aktiengesellschaft namens Advico umgewandelt. Der Name steht für Ad-vertising Vi-ctor Co-hen. Die Werbeagentur zählte bald zu den grössten der Schweiz. Cohens Formel lautete «Vereinfachen – Versachlichen – Vermenschlichen». Er galt als Förderer seiner Mitarbeiter. So liess er die Grafiker ihre eigenen Ideen einbringen, beispielsweise Ruedi Külling, der für BIC einen Werbespot konzipierte, in dem ein Kugelschreiber das Logo kritzelt. 1967 wurde dieser TV-Spot in Cannes mit Gold ausgezeichnet. Für zahlreiche Kunden entwickelte Advico kommerzielle Werbung, Plakate und Spots, beispielsweise für
- Riri Reissverschlüsse[7]
- Sinalco[8]
- Provins[9]
- Galactina und Biomalt
- General Electric
- El Al, Fluggesellschaft[10]
- SBG, UBS-Vorgängerin[2]

### Mitbegründer der Stiftung für die Photographie
Zusammen mit Rosellina Burri-Bischof, Hans Finsler, Manuel Gasser (erster Präsident 1971 bis 1979) und anderen gehörte Cohen als Quästor zu den Gründungsmitgliedern der am 4. Mai 1971 ins Leben gerufenen «Stiftung für die Photographie».

### Firmenübernahme
1969 trat Cohen von der Leitung seiner Werbeagentur zurück und widmete sich hauptsächlich der Cohen Holding. Seine Agentur baute er zu einer Full-Service-Agentur aus. Als er im Jahr 1975 überraschend an einem Herzinfarkt starb, übernahmen drei seiner Mitarbeiter, Jean H. Girard, Ruedi Külling und Bruno Widmer die Leitung der Advico. 1978 kauften sie die Anteile der Firma. Die Televico wurde ausgegliedert und unter neuem Namen topic film ag von Robert Cohen geleitet, der in der Werbeagentur seines Vaters gearbeitet hatte. Im Jahr 1989 fusionierte Advico mit der amerikanischen Werbeagentur Young & Rubicam.

### Privatleben
Zusammen mit Mimi Cohen hatte er zwei Söhne, Peter und der Filmemacher und Schriftsteller Robert Cohen. Er war ein Freund von Bertolt Brecht. Mit ihm teilte er seine sozialistische Utopie.

## Werbepublikationen
- Sieben Lieder von der Liebe. Zu einem Sträusslein gebunden und als Neujahrsgabe dargereicht von Victor N. Cohen. Zürich 1953.
- Das Loch. Gockhausen, 1960.
- Gockhauser Gestalten. Lichtdruck AG, Zürich 1965.
- Denkanstösse, Erkenntnisse, Fragen und Vorschläge zur Veränderung. Küsnacht-Itschnach, 1975.

## Gruppenausstellung
- 1960: Schweizer Plakate 1960, Kunstgewerbemuseum der Stadt Zürich, 25. Februar bis 12. März 1961[14]

## Nachlässe

### Werbekampagnen 1947–1950
Im September 1996 überliess sein Sohn Peter Cohen dem Schweizerischen Sozialarchiv mit Sitz in Zürich zahlreiche Unterlagen zu Werbekampagnen, die sein Vater zwischen 1947 und 1950 realisiert hatte. Die neun Aktenserien wurden im Jahr 2000 bearbeitet und können im Lesesaal des Schweizerischen Sozialarchivs eingesehen werden.

### Brecht-Sammlung Victor N. Cohen
Als Bertolt Brecht und Helene Weigel 1947 zurück aus dem amerikanischen Exil eine Zwischenstation in der Schweiz machten, wohnten die beiden in Feldmeilen in unmittelbarer Nähe von Mimi und Victor N. Cohen. Wahrscheinlich 1949, bevor Brecht und Weigel nach Berlin reisten, vertraute der Dramatiker seinem Freund ein grösseres Konvolut mit Manuskripten, 350 Briefen, Notizen, Pässen, Verträgen, Rechnungen, Fotos und weiteren Materialien zum Aufbewahren an. Die Dokumente blieben über Jahrzehnte im Zürcherischen Feldmeilen. Es ist nicht bekannt, weshalb Cohen diese bis zu seinem Tod nicht öffentlich machte. Seine Söhne Peter und Robert wussten, dass es da noch etwas Schriftliches von Brecht gebe. Allerdings waren ihnen der Umfang und die Qualität der Materialien nicht bewusst. Erst bei der Räumung eines Lagers wurden sie auf die vergessenen Dokumente aufmerksam. Ab Ende der 1990er Jahre war die Existenz der «Brechtsammlung Victor N. Cohen» den Forschern bekannt. Die Verhandlungen mit den Erben von Bertolt Brecht sollten acht Jahre lang dauern, bis der Bestand schliesslich an sie übergingen. Im Jahr 2006 verkauften sie das Konvolut für 260’000 Euro an die Berliner Akademie der Künste weiter.